# Christopher Lee
Sir Christopher Frank Carandini Lee, (27. května 1922 Londýn, Anglie, Spojené království – 7. června 2015 Londýn) komandér Řádu britského impéria a komandér Řádu sv. Jana, byl významný britský herec. Začínal jako herec v hororech studia Hammer, proslul jako Mumie a zejména jako hrabě Drákula. Dále ztvárnil např. lorda Summerislea ve filmu The Wicker Man (1973), Francisca Scaramangu v bondovce Muž se zlatou zbraní (1974), hraběte Dooku v sérii Hvězdných válek a později ještě čaroděje Sarumana ve filmové trilogii Pán prstenů.
Sám Lee za svou nejvýznamnější roli považoval zakladatele Pákistánu Muhammada Alího Džinnáha v životopisném snímku Jinnah (1998). Od roku 1948 hrál v 266 filmech.
Rytířem Řádu britského impéria byl jmenován při příležitosti narozenin královny Alžběty II. v roce 2009.

## Životopis

### Raná léta
Narodil se v londýnské čtvrti Belgravia jako syn hraběnky Estelly Marie (rozené Carandini di Sarzano) a podplukovníka Geoffreye Trollope Leeho. Měl sestru Xandru Carandini Lee, která se narodila v roce 1917 a jejíž dcerou je herečka Harriet Walter.
Rodiče se však rozvedli, ještě když byl velmi malý, a spolu s matkou a sestrou se poté přestěhovali do Švýcarska, kde navštěvoval akademii ve Wengenu. Po návratu rodiny do Londýna chodil do Wagnerovy soukromé školy a jeho matka se znovu provdala, a to za bankéře Harcourta Rose, strýce autora příběhů o Jamesi Bondovi Iana Fleminga.
Od devíti let chodil na základní školu Summer Fields v Oxfordu, jejíž absolventi obvykle pokračovali na Etonu. Na škole také hrál v různých školních představeních. Usiloval o stipendium pro studium na Etonu, avšak neúspěšně, hlavně kvůli slabému výkonu v matematice. Jeho nevlastní otec mu nemohl platit standardní studium na Etonu, získal alespoň stipendium na střední škole Wellington College. Ve škole se školních přestavení neúčastnil, ve volném čase se věnoval zejména sportu. Školu opustil v 17 letech v roce 1939 rok před jejím dokončením, kdy jeho nevlastní otec zkrachoval a další studium si tedy nemohl dovolit.
Poté odjel do Francie, když nejprve bydlel nějakou dobu v Paříži u novináře Webba Millera, který byl kamarádem jeho nevlastního otce. Tam byl mimo jiné svědkem popravy kriminálníka Eugena Weidmanna, což byla poslední veřejná poprava gilotinou. Poté odjel za svou sestrou, která pobývala na Francouzské Riviéře v Mentonu. Bydleli v rodině ruských šlechticů. Na podzim se vrátil do Londýna, kde začal pracovat jako úředník v rejdařské firmě United States Lines.
Po vypuknutí druhé světové války se přihlásil na vojenskou akademii a nedlouho poté jako dobrovolník do finských jednotek, bojujících proti Rudé armádě v Zimní válce. Sám ve svém životopise přiznal, že spolu s dalšími britskými dobrovolníky ve Finsku strávili pouhých čtrnáct dní a od ruských jednotek byli drženi stranou. Po návratu pracoval dále jako úředník. V roce 1941 se jako dobrovolník přihlásil do Royal Air Force. Jeho výcvik probíhal nejprve v Devonu a poté v Bulawayu v Jižní Rhodesii. Během posledního cvičení před jeho prvním sólovým letem v dvouplošníku de Havilland Tiger Moth ho bolela hlava a měl rozostřené vidění. Vojenský lékař mu diagnostikoval poškozený zrakový nerv a zakázal mu pilotovat letadlo.
Zklamaný dále sloužil jako pomocný personál a následně se přihlásil do rozvědky RAF. Jako zpravodajec se s letectvem účastnil severoafrické kampaně a následně invaze na Sicílii a dalších bojů v Itálii. Koncem války byl převelen k jednotce, která vyšetřovala válečné zločiny. Během války také někdy pracoval ve speciálních jednotkách Long Range Desert Group. RAF v roce 1946 opustil s hodností Flight lieutenant (kapitána letectva).

### Začátky herecké kariéry
V roce 1948 se objevil jako kopiník ve filmu Laurence Oliviera Hamlet, a to se svým častým pozdějším spolupracovníkem Peterem Cushingem v roli Osrika. Během dalšího desetiletí se v rolích akčních hrdinů podílel na téměř třiceti filmech.
Jeho první prací pro společnost Hammer se stal film The Curse of Frankenstein (Frankensteinova kletba, 1957), o něco později si zahrál s Borisem Karloffem v Corridors of Blood (Chodby plné krve, 1958) a v témže roce v prvním ze série filmů o hraběti Drákulovi Horrors of Dracula, kde ztvárnil titulního hrdinu. Další části, ve kterých se objevil, Dracula: Prince of Darkness (Dracula: Kníže temnot, 1966), Dracula Has Risen from the Grave (Drákula vstal z hrobu, 1968), Taste the Blood of Dracula (Ochutnejte Drákulovu krev, 1969) a Scars of Dracula (Drákulovy jizvy, 1970) byly komerčně velmi úspěšné. Sice se mu příliš nelíbilo, jak Hammer s postavou zachází, světové publikum však filmy přijalo s nadšením a dnes jsou považovány za klasiku žánru. Další dva drákulovské filmy z počátku 70. let, které se pokoušely děj převést do moderní doby, se už ale s velkým ohlasem nesetkaly. Za jeden z nejlepších filmů společnosti Hammer (a zároveň jednu z nejlepších Leeho rolí) je označována The Mummy (Mumie, 1959). Dále se spolupodílel na filmech The Hound of the Baskervilles (Pes baskervillský, 1958), Gorgon (Gorgona, 1964) a Rasputin, the Mad Monk (Rasputin, šílený mnich, 1966).
Díky němu začal s Hammerem také spolupracovat známý autor tajemných příběhů Denis Wheatley. Společnost podle jeho románů natočila dva filmy: The Devil Rides Out (Ďábel byl vzkříšen, 1967), považovaný za jeden z největších úspěchů společnosti, a To the Devil a Daughter (Dceru ďáblovi, 1976). Ten však doprovázely mnohé problémy s produkcí, a ačkoli finančně úspěšný, byl to poslední hororový film natočený Hammerem. Skončila tak dlouholetá spolupráce Leeho se studiem, které ho učinilo světoznámým.
Podobně jako Cushing se mezi lety 1957 a 1977 objevil i ve filmech jiných společností. Byla to například série filmů o doktorovi Fu Manchu v letech 1965–1969, I, Monster (Já, monstrum, 1971) o Jekyllovi a Hydeovi, The Creeping Flesh (Plíživé maso, 1972) nebo jeho údajně nejoblíbenější The Wicker Man (Proutěný muž, 1973). Zahrál si také ve filmu The Private Life of Sherlock Holmes (Soukromý život Sherlocka Holmese, 1970) nebo Eugenie (1970), nevěda, že jde o lehkou pornografii (sexuální scény se totiž natáčely zvlášť).

### Další kariéra
Od poloviny 70. let se rolím v hororových filmech vyhýbal. Autor špionážních románů o Jamesi Bondovi a zároveň jeho příbuzný Ian Fleming mu nabídl titulní roli v první oficiální filmové bondovce Dr. No. Sice ji s nadšením přijal, producenti už ale předtím vybrali Josepha Wisemana. K roli bondovského padoucha se dostal až v roce 1974, kdy si ve snímku Muži se zlatou zbraní zahrál smrtícího zabijáka Francisca Scaramangu. V roce 1979 jej režisér Steven Spielberg obsadil do role německého důstojníka kapitána Wolfganga von Kleinschmidta ve svém filmu 1941.
Společně s Anthony Nelsonem Keysem v roce 1972 založil produkční společnost Charlemagne Productions, Ltd.
Roku 1982 se objevil ve filmu The Return of Captain Invincible (Návrat kapitána Neporazitelného), kde hrál fašistu, plánujícího zbavit Ameriku a později celý svět od všech nebělochů. V tomto filmu si také zazpíval, a to dvě písně od Richarda O'Briena and Richarda Hartleyho, mimo jiné autorů Rocky Horror Picture Show. Ve filmu Policejní akademie 7: Moskevská mise (1994) si zahrál ruského velitele. V roce 1998 ztvárnil titulní roli zakladatele Pákistánu Muhammada Alího Džinnáha ve snímku Jinnah, kterou na tiskové konferenci při příležitosti bruselského filmového festivalu označil za svoji nejlepší. Byl také jedním z kandidátů na roli Magneta ve filmu X-Men (2000), nakonec ale připadla Ianu McKellenovi.
Zazářil jako Saruman ve filmové trilogii Pán prstenů. Jako jediný z celého štábu se s J.R.R. Tolkienem osobně setkal a podle vlastních slov měl ve zvyku si román každý rok alespoň jednou přečíst. Pán prstenů zároveň znamenal nový impuls pro jeho kariéru – objevil se ve filmech ze série Hvězdných válek Epizoda II: Klony útočí (2002) a Epizoda III: Pomsta Sithů (2005) v roli hraběte Dooku.
Byl také jedním z nejoblíbenějších herců režiséra Tima Burtona, s nímž od roku 1999 spolupracoval už celkem pětkrát. Malou roli si zahrál ve snímku Ospalá díra (1999), namluvil jednu z postav v animovaném filmu Mrtvá nevěsta Tima Burtona (2005), hrál i ve snímcích Karlík a továrna na čokoládu (2005) a Sweeney Todd: Ďábelský holič z Fleet Street (2007). Jeho scény ze Sweeneyho Todda byla však nakonec z finální verze vystřiženy, protože Burtonovi připadaly pěvecké scény se zpívajícími Sweeneyho oběťmi příliš teatrální. Roku 2009 se podílel na připravované Burtonově adaptaci Alenky v říši divů z roku 2010.
V roce 1983 pobýval v Praze v rámci natáčení hororu Howling II (Vytí), byl porotcem MFF Forum v Bratislavě roku 1995 a účastnil se také 43. MFF v Karlových Varech v roce 2008.
Se svým životopiscem vydal v roce 1977 životopisnou knihu Tall, Dark and Gruesome (Vysoký, temný a příšerný, 1977). Kniha byla později rozšířena a vydána v roce 2003 jako Lord of Misrule: Autobiography of Christopher Lee (Pán anarchie: Autobiografie Christophera Lee) s předmluvou od režiséra Petera Jacksona.
Vydal také čtyři hudební alba, dále od roku 2004 do roku 2019 na šesti albech spolupracoval s italskou symphonic-power metalovou kapelou Rhapsody of Fire. Namluvil také přes 20 audioknih (mj. Húrinovy děti) a několik rolí ve videohrách.

## Osobní život
V 50. letech byl zasnouben se švédskou šlechtičnou Henriette van Rosen, kterou potkal ve Stockholmu. Její otec plánovanou svatbu odložil o rok a objednal si i soukromé detektivy, kteří Leeho sledovali. Otec nakonec se svatbou souhlasil. Nakonec však samotný Lee svatbu odvolal s obavami o finanční nejistotu při jeho nestálém hereckém povolání.
V roce 1960 se seznámil s dánskou malířkou a bývalou herečkou Brigit Krøncke, o rok později měli svatbu. V roce 1963 se jim narodila dcera Christina Erika Carandini Lee.
Byl známý svou vysokou postavou (v roce 2011 uváděl 196 centimetrů) a hlubokým hlasem. Označoval se za anglikána. Byl stoupencem Konzervativní strany, v roce 2003 podporoval Michaela Howarda, později pak Williama Hauguea a Davida Camerona.
Zemřel 7. června 2015 ve věku 93 let v nemocnici, kde byl několik týdnů hospitalizován pro respirační potíže a selhání srdce. Zármutek nad jeho úmrtím vyjádřil i tehdejší premiér David Cameron, který ho označil za titána zlatého věku kinematografie.

## Ocenění
V roce 1973 mu byl ve Francii udělen odznak důstojníka Řádu umění a literatury. V roce 2001 získal od britské královny Alžběty II. medaili britského impéria a stal se komandérem Řádu britského impéria (CBE – Commander of the Order of the British Empire), v roce 2009 byl povýšen na rytíře Řádu britského impéria (KBE – Knight of the Order of the British Empire).

## Výběr z filmografie
- 1948 Hamlet
- 1952 Moulin Rouge
- 1957 Frankensteinova kletba
- 1958 Dracula
- 1958 Pes baskervillský
- 1959 Mumie
- 1962 Sherlock Holmes a náhrdelník smrti
- 1964 Gorgona
- 1966 Dracula: Kníže temnot
- 1966 Rasputin, šílený mnich
- 1968 Ďábel byl vzkříšen
- 1970 Soukromý život Sherlocka Holmese
- 1972 Horror Express
- 1973 Tři mušketýři
- 1974 Čtyři mušketýři
- 1974 Muž se zlatou zbraní
- 1976 Dracula a syn
- 1979 Arabské dobrodružství
- 1981 Salamandr
- 1985 Vytí vlkodlaků 2: Tvá sestra je vlkodlak
- 1989 Pád orlů
- 1990 Gremlins 2: Nová generace
- 1992 Šogun Mayeda
- 1994 Policejní akademie 7: Moskevská mise
- 1999 Ospalá díra
- 2001 Pán prstenů: Společenstvo Prstenu
- 2002 Pán prstenů: Dvě věže
- 2002 Star Wars: Epizoda II – Klony útočí
- 2003 Pán prstenů: Návrat krále
- 2004 Purpurové řeky 2: Andělé apokalypsy
- 2005 Star Wars: Epizoda III – Pomsta Sithů
- 2005 Mrtvá nevěsta Tima Burtona
- 2005 Karlík a továrna na čokoládu
- 2007 Zlatý kompas
- 2011 Intimní past (The Resident)
- 2012 Hobit: Neočekávaná cesta
- 2014 Hobit: Bitva pěti armád